# Xysticus excavatus
Xysticus excavatus là một loài nhện trong họ Thomisidae.
Loài này thuộc chi Xysticus. Xysticus excavatus được Ehrenfried Schenkel-Haas miêu tả năm 1963.